# Wapen van Valkenisse (Walcheren)

Wapen van Valkenisse

Het wapen van Valkenisse werd op 6 januari 1967 verleend bij koninklijk besluit aan de Zeeuwse gemeente Valkenisse. Per 1997 ging Valkenisse op in gemeente Veere. Het wapen van Valkenisse is daardoor definitief komen te vervallen als gemeentewapen.

## Blazoenering
De blazoenering van het wapen luidde als volgt:
Gaffelsgewijze verdeeld; Boven in goud een leeuw van keel en over alles heen een barensteel van azuur; rechts in keel een kerk van goud; links in sabel een schar van zilver, paalsgewijze geplaatst. Het schild gedekt met een gouden kroon van drie bladeren en twee paarlen.
De heraldische kleuren zijn goud (goud of geel), keel (rood), azuur (blauw), sabel (zwart) en zilver (wit). Het schild is gedekt met een gravenkroon. 
 In de heraldiek zijn links en rechts gezien van achter het schild; voor de toeschouwer zijn de termen links en rechts dus verwisseld.

## Verklaring
Het wapen van Valkenisse werd gaffelsgewijs samengesteld uit de aangepaste wapens van de gemeenten waaruit Valkenisse was ontstaan. Bovenin de leeuw met barensteel uit het wapen van Zoutelande. Rechts de kerk uit het wapen van Koudekerke. Links de schar uit het wapen van Biggekerke.

## Verwante wapens

Het wapen van Biggekerke
Het wapen van Koudekerke
Het wapen van Zoutelande